# Март 2019 года

Список событий марта 2019 года.

## События
- 1 марта
  - До 800 тысяч человек приняли участие в протестах по всей стране против выдвижения президента Алжира Абдель Бутефлика на пятый срок[1].
- 2 марта
  - Пуск со стартовой площадки 39А Космического центра имени Кеннеди на мысе Канаверал ракеты-носителя Falcon 9 с частным космическим кораблём «Crew Dragon» компании «SpaceX» Илона Маска к Международной космической станции с манекеном «Эллен Рипли» вместо экипажа[2].
- 3 марта
  - Прошли парламентские выборы в Эстонии победу в которых одержала оппозиционная праволиберальная Партия реформ[3].
- 5 марта
  - Направляющийся к Луне первый частный лунный зонд «Берешит» израильской фирмы SpaceIL с расстояния 37 600 км сделал первую фотографию Земли[4].
- 7 марта
  - Депутаты Государственной думы Российской Федерации одобрили в третьем чтении законопроекты о блокировке фейковых новостей и наказании за проявление неуважения к власти в интернете[5][6].
  - Значительная часть Венесуэлы (до 80 % страны) осталась без электричества, отключение началось со столицы Каракаса и распространилось на остальные части страны. Причиной стала остановка ГЭС Гури[7].
- 8 марта
  - Частный космический корабль «Crew Dragon» (Dragon-2) успешно завершил полёт к МКС, приводнившись в Атлантическом океане в 360 км от побережья американского штата Флорида[8].
  - Более 1 млн алжирцев вышли на улицы городов Алжир, Оран, Константина, требуя от действующего 82-летнего президента Абдель Азиза Бутефлики не выдвигать свою кандидатуру на пятый срок[9].
- 10 марта
  - Самолёт Boeing 737-800 MAX авиакомпании «Ethiopian Airlines» потерпел крушение через несколько минут после взлёта из аэропорта Боле в Аддис-Абебе (Эфиопия)[10].
  - Министр здравоохранения Туниса Абдель Рауф аш-Шариф ушёл в отставку после гибели в центре акушерства в течение двух суток 11 новорождённых от септического шока[11].
- 11 марта
  - Правительство Алжира ушло в отставку на фоне массовых протестов в стране, которые продолжаются с 22 февраля[12], президент Алжира Абдель Азиз Бутефлика заявил, что не будет баллотироваться на пятый срок[13].
  - Посол Бельгии в Турции Мишель Малхербе был вызван в МИД Турции после того, как ранее Федеральная прокуратура Бельгии приняла решение о том, что члены Рабочей партии Курдистана и связанные с ней структуры не могут быть привлечены к ответственности в рамках бельгийского антитеррористического законодательства[14].
- 12 марта
  - Президент Венесуэлы Николас Мадуро объявил 12-13 марта выходными днями на фоне масштабного отключения электричества, в свою очередь оппозиционный парламент Венесуэлы, который возглавляет объявивший себя президентом Хуан Гуайдо, объявил о введении в стране режима чрезвычайной ситуации[15].
- 13 марта
  - Британские парламентарии отклонили новый вариант соглашения по «Брекзиту», предложенный премьер-министром Терезой Мэй[16].
- 14 марта
  - Палата общин британского парламента одобрила перенос «Брекзита» с 29 марта на более поздний срок[17].
- 15 марта
  - 51 человек погиб и 49 ранены в ходе нападения на две мечети в новозеландском городе Крайстчерч[18].
  - Школьники в 123 странах провели забастовки в защиту климата. Движение организовано шведской школьницей Гретой Тунберг. Всего состоялось около 2000 акций, в которых участвовало 1,4 миллиона человек[19][20]. В России власти согласовали акции только в Москве и Кирове[21].
- 17 марта
  - Глава Венесуэлы Николас Мадуро потребовал от всех министров страны уйти в отставку[22].
- 18 марта
  - Стрельба в Утрехте: три человека были убиты и пятеро получили ранения в результате стрельбы по трамваю в Утрехте, Нидерланды[23][24].
  - Крушение поезда в Касаи: по меньшей мере 24 человека погибли и еще 31 человек получил ранения при сходе с рельсов товарного поезда в провинции Касаи Демократической Республики Конго (ДРК)[25].
  - Президент РФ Владимир Путин подписал закон о фейковых новостях[26].
- 19 марта
  - Академия наук Норвегии назвала очередного лауреата престижной Абелевской премии по математике, лауреатом 2019 года стала профессор из США Карен Уленбек[27].
  - Президент Казахстана Нурсултан Назарбаев, бессменно руководивший республикой с 1989 года, добровольно ушёл в отставку, исполняющим обязанности назначен Касым-Жомарт Токаев[28].
    - Парламент Казахстана одобрил поправки в Конституцию о переименовании столицы страны Астаны в честь бывшего президента Нурсултана Назарбаева[29].
    - Дарига Назарбаева — старшая дочь Нурсултана Назарбаева избрана спикером сената республики[30].
- 20 марта
  - Подали в отставку глава Калмыкии Алексей Орлов и глава — Председатель Правительства Республики Алтай Александр Бердников[31][32].
  - На провинциальных выборах 2019 года в Нидерландах победила новая партия Форум за демократию, выступающая за прямые выборы премьер-министра, мэров коммун, выход из Евросоюза и увеличение оборонных расходов[33].
- 21 марта
  - Немецкий раздел Википедии закрылся на один день в знак протеста против ужесточения закона ЕС об авторских правах, поправки в который планируется рассмотреть 26 марта[34].
  - Взрыв на химическом заводе Tianjiayi Chemical в городе Яньчэн в провинции Цзянсу на востоке Китая. Погибло 64 человека[35].
- 22 марта
  - Российская спортсменка Алина Загитова одержала победу на чемпионате мира по фигурному катанию, проходящем в японском городе Сайтама[36].
- 23 марта
  - «Сирийские демократические силы» объявили об освобождении от террористов из «Исламского государства» сирийского Багуза — города, который считался последним оплотом ИГ на территории Сирии[37].
  - Италия присоединилась к китайской инициативе «Один пояс и один путь»[38].
  - В Лондоне прошёл марш за повторное проведение референдума по вопросу выхода Великобритании из Европейского Союза, в котором участвовали миллион человек[39].
- 24 марта
  - Генеральный прокурор США Уильям Барр заявил, что спецпрокурор Роберт Мюллер не обнаружил доказательств того, что Дональд Трамп или люди из его окружения «состояли в сговоре и координировали с Россией усилия по влиянию на президентские выборы 2016 года»[40].
  - В Таиланде прошли первые за 8 лет парламентские выборы после военного переворота 2014 года[41].
- 25 марта
  - Президент США Дональд Трамп подписал декларацию, в которой признаётся суверенитет Израиля над Голанскими высотами[42].
- 26 марта
  - Европейский парламент одобрил директиву о реформировании европейского законодательства в сфере защиты авторского права в интернете[43].
  - В Ингушетии возобновились протесты. Митинг в Магасе объявлен бессрочным[44].
- 27 марта
  - Басманный суд Москвы отправил бывшего министра по делам «Открытого правительства» Михаила Абызова под арест[45].
- 28 марта
  - Басманный суд Москвы отправил под домашний арест бывшего Хабаровского губернатора Виктора Ишаева[46].
- 30 марта
  - На президентских выборах в Словакии победила адвокат Зузана Чапутова, выдвинутая партией Прогрессивная Словакия[47].
- 31 марта
  - В Турции прошли муниципальные выборы[48], по итогам которых на посты глав крупнейших городов страны — Анкары, Измира и Стамбула, были избраны представители оппозиционной республиканской народной партии[49].
  - На Украине прошел первый тур[50] президентских выборов[51]. Первым стал Владимир Зеленский, вторым — Пётр Порошенко.
  - Процесс формирования нового правительства под руководством Нуреддина Бедуи в Алжире завершен[52].
  - Министр иностранных дел РФ Сергей Лавров заявил, что находящиеся в Венесуэле российские военные «занимаются обслуживанием техники»[53].